# Surrounded by Thieves
Surrounded by Thieves è il secondo album del gruppo doom metal statunitense High on Fire. È stato pubblicato nel maggio 2002 ed è il loro primo album uscito sotto Relapse Records.

## Tracce
1. Eyes and Teeth – 5:03
2. Hung, Drawn and Quartered – 4:27
3. Speedwolf – 4:36
4. The Yeti – 7:07
5. Nemesis – 3:34
6. Thraft of Caanan – 8:06
7. Surrounded By Thieves – 4:19
8. Razor Hoof – 3:26

## Formazione
- Matt Pike – voce, chitarra
- Den Kensel – batteria
- George Rice – basso